# Mikszáth Kálmán emlékezete Erdélyben
Mikszáth Kálmán emlékezete – Mikszáth Kálmán (1847-1910) életművét sokféleképp értelmezték. Volt a falu idilli festője, nagy anekdotázó, különcök megfigyelője, cinikus kiábrándult, realista és romantikus. E minősítések nem hiányoznak romániai utóéletéből sem.

## Mikszáth Erdélyben
Az írót életében személyes kapcsolatok is fűzték Erdélyhez. Először a Háromszék megyei Illyefalva parlamenti képviselője, 1892-től pedig Fogaras vidékének küldötte. (Az ő ösztönzésére épült Fogarason az a középiskola, amelyben majd Babits Mihály is tanított) Tapasztalatairól, körzetéről, választóiról ilyenképpen ír: "Kicsike falvak bukkannak elő és tűnnek el a vasúti sínek mentén, szalmafedeles házikók liliputi templomocskákkal. Itt-ott rám ismer valaki, meglát a coupéablaknál, s önkéntelenül elkiáltja magát: »Sze treaszke, domnule deputate«. Éljen képviselő úr!..." Mint képviselő szóvá teszi a táj közügyi gondjait: "...Fogaras megye legnagyobb baját, a szegénységet könnyű felismerni, minél fogva gyógyítása a legnagyobb nehézségekbe ütközik; még szinte a fantáziát is igénybe kellene venni ehhez a kúrához." 1910-ben Kovács Dezső az EIT nevében hívta meg Kolozsvárra a jubiláló író tiszteletére rendezett ünnepségre. Mikszáth – betegsége miatt – már nem jöhetett el, de levélben válaszolt a meghívásra: "A jubileummal kapcsolatban tehát nem mehetek Kolozsvárra. Ha később, őszkor vagy jövő tavaszkor méltóztatnak egyszer parancsolni, szívesen állok az irodalmi társaság rendelkezésére" – olvassuk az Akadémia kolozsvári könyvtárában őrzött levélben (a levél keltezése 1910. április 5.). Az író május 28-án meghalt.
A szépíró számára is megtermékenyítő volt az erdélyi időszak. Jobban megismerte az itteni embereket, a román népéletet is. Nem egy művének élményanyagát ebből a világból merítette (A szelistyei asszonyok. 1901).

## Mikszáth emlékezete 1918 után
A két háború között a magyar klasszikusok – így Mikszáth írásai is – inkább csak régebbi kiadásokban, esetleg egy-egy időszaki kiadvány, almanach, naptár, tankönyv hasábjain jutottak el az erdélyi olvasóhoz. Így az értelmezések is gyérek, alkalomszerűek. Megemlíthetjük György Lajos munkáját Mikszáth anekdotakincséről (Tárgytörténeti jegyzetek Mikszáth anekdotáihoz), és nem érdektelen emlékeztetni rá, hogy a két háború között fellendülő erdélyi falukutatás művelői azok között emlegetik Mikszáthot, akik "sikeresen vágtak új irányt" a Móricz Zsigmond-i faluábrázolás irányába (Venczel József: A magyar falu a XIX. századbeli irodalomban. Erdélyi Helikon, 1930. II. 769).
A Mikszáth-művek sűrűbb kiadására csak a második világháború után került sor a romániai magyar könyvkiadásban (főleg a Magyar Klasszikusok sorozatban, ill. a Tanulók Könyvtárában, jórészt a Kriterion Könyvkiadó, valamint a Dacia Könyvkiadónál). Negyven év alatt (1949-89) több mint húsz Mikszáth-kötet jelent meg Romániában, félszáznál több kiadásban, összesen mintegy félmillió példányban! Időnként egyik-másik mű színpadi és filmváltozatát is láthatta az érdeklődő, máskor egy-egy évforduló kínált lehetőséget Mikszáth teljesebb megismerésére. Az 1950-es években újból kiadott Mikszáth-művek a korra jellemző újraértékelések jegyében láttak napvilágot. Aszódy János (1950), Antal Árpád (1957), Kocziány László (1958), Méhes György (1960) elő- és utószavai a Mikszáth-kiadványokban inkább a szociális érzékenységű realista íróra tették a hangsúlyt: a társadalmi-politikai küzdelmekben gyökerező regényekre, karcolatokra. Az idill, a romantika legfeljebb színezőként szerepelt az egyes köteteket kísérő méltatásokban. Ekkor jelentek meg: A gavallérok (1949); A körtvélyesi csíny (1950, 1955); Beszterce ostroma. Új Zrínyiász (1953), A Noszty fiú esete Tóth Marival (1955, 1957, 1960), A fekete város (1958). Ritkábban a mese-romantikát őrző kisregények. A beszélő köntös (1955), Szent Péter esernyője – Akli Miklós (1956), Kísértet Lublón (1957), A szelistyei asszonyok (1957). Az 1950-es évek közepétől Prakovszky, a siket kovács (1956), majd A tót atyafiak (1958) címmel jelennek meg novellagyűjtemények az életműből, s tudatossá válik a rövid műfajok kedvelőjének ébresztése (Izsák József: Mikszáth Kálmán, a novellaíró. Igaz Szó, 1960/7).
Az 1960-as évektől a szaktudomány Magyarországon egyre nagyobb teret szentelt az író sajátos romantikájának (Barta János: Mikszáth-problémák. Irodalomtörténeti Közlemények, Budapest, 1961). Az 1964-től kezdve megjelenő Sőtér-féle A magyar irodalom története a „romantikus-realista” írót kísérli meg felmutatni. Ez a szemléletmódosulás megfigyelhető az erdélyi Mikszáth-értelmezésekben is. Esztétikailag hitelesebb magyarázatokkal jutnak el az olvasóhoz Mikszáth írásai. Ismét megjelenik a Beszterce ostroma (1964, 1974), Bajor Andor, ill. Dávid Gyula immár árnyaltabb bevezető tanulmányaival, a Szent Péter esernyője (1969) Aradi József bevezetőjével, a Tavaszi rügyek és a Szent Péter esernyője (1976) Veress Dániel utószavával, A Noszty fiú esete Tóth Marival (1970) Antal Árpád és a Különös házasság (1978) Kozma Dezső bevezetőjével. Nagyobb teret kapnak a mesei és történelmi idillt őrző elbeszélések, kisregények. (A két koldusdiák. 1960, 1971), A furcsa alperes (1972), A lohinai fű (1975: A lohinai fű; Galamb a kalitkában; A kis prímás; A gavallérok) Antal Árpád bevezetőjével. 1973-ban kerül az erdélyi olvasó kezébe – Antal Árpád tanulmányával – Mikszáthnak a nagy romantikus elődről írott portréja, a Jókai élete és kora.
Az egyes műveket bemutató elemzésekkel, hosszabb-rövidebb méltatásokkal párhuzamosan sor került az írói pálya egészét áttekintő bemutatásra is. A Dacia Könyvkiadó Kismonográfia-sorozatában jelenik meg Kozma Dezső könyve, amely a romantika és realizmus összefonódását követi nyomon a magyar hagyományokban mélyen gyökerező író életművében. Ugyancsak kiemelt helyet kapnak az értékelésben a műfaji vonatkozások, Mikszáth regény-, ill. novellatípusai (Mikszáth Kálmán, 1977).
A 20. század utolsó évtizedeinek rangosabb kiadványai: Szent Péter esernyője. Galamb a kalitkában. Az eladó birtok (1981); A vén gazember (benne három kisregény: A fekete kakas; A sipsirica; A vén gazember – Mikszáth ritkábban megjelentetett művei Kozma Dezső bevezetőjével. 1983). Ismét megjelent a talán legtöbbször kiadott dzsentri-regény (A Noszty fiú esete Tóth Marival. 1983), 1990-ben pedig a gyermekek számára készült összeállítás a Creangă Könyvkiadó A becsületes Gyuri története és más elbeszélések címmel, Fodor Irén összeállításában.
Külön figyelmet érdemel, hogy a Petelei-levelezés Bisztray Gyula gondozta és bevezette kiadásával (Petelei István irodalmi levelezése. 1980) számos Mikszáthra vonatkozó ismeretlen és jelentős irodalomtörténeti dokumentum került napvilágra.
Mikszáth műveinek román nyelvre fordítása már a 19. század végén elkezdődött. 1897-ben Temesvárt jelenik meg a Szent Péter esernyője (Ioan Niţu Pop szabad átültetésében), A gavallérokat (1911) Liviu Rebreanu fordítja le, Mikszáth egyik novelláját (A kaszát vásárló paraszt) pedig felveszi első novelláskötetébe is. 1926-ban Ioan Lupu ad ki egy kötetet (A dzsentrifészek), nemsokára a Boabe de grîu c. folyóirat folytatásokban közli A szelistyei asszonyokat (1931) A. P. Todor fordításában. Gyűjteményekben, folyóiratokban is találkozunk időnként egy-egy Mikszáth-novellával.
A második világháború után újabb kötetekkel lett teljesebb a Mikszáth-fordítás. Kötetben is megjelenik A szelistyei asszonyok (1947), követik a közéleti szatírák (Két választás Magyarországon 1951, Petru Mureşanu [Ion Chinezu] fordításában). A Különös házasság először a világirodalom klasszikusainak szánt sorozatban jelenik meg 1954-ben (Andrei Aldea fordítása), majd az író halálának 50. évfordulóján a romániai magyar irodalom első román összefoglalójának, Ion Chinezunak a tolmácsolásában, M. V. Tudor bevezetőjével. Rövidebb írásaiból Emil Giurgiuca jelentetett meg gyűjteményt Ovidiu Drîmba bevezetőjével (1954). A Szent Péter esernyője 1968-ban jelenik meg újra Lucia Nasta és H. Grămescu fordításában, N. Balotă elemző tanulmányával. Ezek a bevezető értékelések, akárcsak a folyóiratokban (Gazeta literară, Tribuna, Steaua, Luceafărul) megjelent méltatások jórészt pályaképek, Mikszáth-portrék. A magyar irodalom 1966-ban közreadott román nyelvű antológiájában a Galamb a kalitkában c. Mikszáth-írás szerepel. Szaktanulmányt Mikszáth anekdotikus stílusáról Murvai Olga jelentetett meg még 1975-ben a Revista de Istorie şi Teorie Literară c. folyóiratban.

## Állami vizsgadolgozatok Mikszáthról
- Bodrogi Erzsébet: Vélemények a Zrínyiászról az utóbbi évszázad irodalomtörténet-írásában. Kolozsvár, 1965.
- Kovács Erzsébet: A népköltészet szerepe Mikszáth Kálmán népi és történelmi tárgyú novelláiban. Kolozsvár, 1965.
- Kováts Ildikó: A hasonlítás nyelvi kifejező eszközeinek vizsgálata Mikszáth Kálmán kisregényeiben. Kolozsvár, 1965.
- Kovács Péter: A komikum nyelvi eszközei Mikszáth Kálmán "Új Zrínyiász" c. regényében. Kolozsvár, 1973.
- Majláth Margit: Mikszáth Kálmán anekdotizmusa. Kolozsvár, 1973.
- Hudy Ida: Mikszáth alakteremtő művészetének főbb sajátosságai a nagyregényekben. Kolozsvár, 1986.